# Josef Gustav Kolenatý
Josef Gustav Kolenatý (16. prosince 1819 Praha - Malá Strana – 29. prosince 1887 Praha - Hradčany) byl katolický kněz-premonstrát, v letech 1870–1871 opat Strahovského kláštera.

## Život
Narodil se do rodiny choralisty Antonína Kolenatého (1785–1859) a při křtu dostal jméno Gustav Rudolf. Byl nejmladším bratrem přírodovědce Friedricha Kolenatiho.
Byl členem konventu na Strahově, roku 1853 se stal novicmistrem. V letech 1861–1862 lektor pastorální teologie na domácím teologickém učilišti. Dne 14. září 1870 zvolen opatem strahovské kanonie.
Je pochován na hřbitově v Praze – Nebušicích.